# Tetraplodon caulescens
Tetraplodon caulescens är en bladmossart som beskrevs av Lindberg 1883. Tetraplodon caulescens ingår i släktet lämmelmossor, och familjen Splachnaceae. Inga underarter finns listade i Catalogue of Life.